# آدام اولام
آدام برونو اولام (به انگلیسی: Adam Bruno Ulam؛ ۸ آوریل ۱۹۲۲ – ۲۸ مارس ۲۰۰۰) مورخ، نویسنده، استاد دانشگاه، و کارشناس سیاسی اهل لهستان بود. مورخ لهستانی-آمریکایی یهودی‌تبار و دانشمند علوم سیاسی در دانشگاه هاروارد بود. اولام یکی از برجسته‌ترین متخصصان در علم شوروی‌شناسی و کرملینولوژی بود. او کتاب‌ها و مقالات متعددی در این مباحث تألیف کرد.